# Море Космонавтів
Море Космонавтів (англ. Cosmonauts Sea) — окраїнне море Південного океану біля берегів Антарктиди, між Землею Ендербі і морем Рісер-Ларсена, від якого відокремлено підводним хребтом Гуннерус. Площа 698,6 тис. км². Середня глибина — понад 2000 м; найбільша глибина — 4798 м. Постійно вкрито дрейфуючими крижинами, багато айсбергів.

## Назва
Назване в 1962 році учасниками Радянської антарктичної експедиції на честь перших космонавтів.

## Клімат
Прилегла до узбережжя Антарктиди акваторія моря лежить в антарктичному кліматичному поясі, відкриті північні частини моря — в субантарктичному. Над південною акваторією моря цілий рік переважає полярна повітряна маса. Сильні катабатичні вітри. Льодовий покрив цілорічний. Низькі температури повітря цілий рік. Атмосферних опадів випадає недостатньо. Літо холодне, зима порівняно м'яка. Над північною відкритою частиною моря взимку дмуть вітри з континенту, що висушують і заморожують усе навкруги; влітку морські прохолодні західні вітри розганяють морську кригу, погіршують погоду.

## Біологія
Акваторія моря відноситься до морського екорегіону Східна Антарктика — Земля Ендербі південноокеанічної зоогеографічної провінції. У зоогеографічному відношенні донна фауна континентального шельфу й острівних мілин до глибини 200 м відноситься до антарктичної циркумполярної області антарктичної зони.

## Дослідження
На антарктичному березі працюють наукові станції: російська Молодіжна і японська Сьова. Через нестачу фінансування станцію Молодіжна законсервували й до кінця 2006 року передали Білорусі для проведення власних полярних досліджень й створення станції на її базі біля гори Вечірня.